# Bob Morley
Robert Alfred Morley (Kyneton, 20 de dezembro de 1984), é um ator e diretor australiano. É mais conhecido por interpretar Bellamy Blake na série de ficção científica e pós-apocalíptica The 100 do canal The CW.

## Primeiros anos
Bob é filho de mãe filipina e pai australiano-irlandês, que faleceu quando ele era jovem. Ele tem duas irmãs e um irmão, sendo ele o filho mais novo. Morley cresceu em uma fazenda em Kyneton, uma pequena cidade em Victoria. Ele estudou drama na escola até ao fim de seus 11 anos, até que ele pediu para não continuar. Morley disse que nessa idade ele era um aluno desobediente e não levou as coisas a sério. Depois que ele completou 12 anos, mudou-se para Melbourne e começou a cursar engenharia. Um ano mais tarde, Morley decidiu inscrever-se em artes criativas da Universidade La Trobe e mais tarde, conseguiu um agente.

## Carreira
Morley começou sua carreira atuando em várias produções de teatro da Universidade, curtas e peças incluindo Falling To Perfect e Tale From Vienna Woods. Morley apareceu no filme de terror de baixo orçamento 2005 “Dead Harvest” dirigido por Damian Scott, e como figurante na novela Neighbours. Nesse mesmo ano, ele conseguiu um papel em Angels with Dirty Faces e seu desempenho chamou a atenção dos diretores de elenco de Home and Away. Morley se juntou ao elenco de Home and Away como Drew Curtis em 2006. Por seu papel como Drew, Morley foi nomeado na categoria “Most Popular New Male Talent Logie Award”.
Morley apareceu na segunda temporada do programa de competição de cantores australianos, It Takes Two em Maio de 2007. No dia 12 de Junho de 2007, ele foi cortado do show, pois a maioria dos telespectadores votaram contra ele, após seis semanas no programa (mesmo ele tendo recebido a maior pontuação naquela noite). Em 2008, Morley deixou Home e Away e foi escalado como Tony Moretti em uma série da emissora Nine Network, The Strip. A série foi cancelada devido a baixa audiência e não retornou para uma segunda temporada. Ele passou a aparecer em 2008 na série da Nine Network, Scorched. Morley foi nomeado para o prêmio de “Bachelor of the Year” da revista Cleo.
Em 2009, estrelou como Lorca, na peça Palindrome for a Dead Poet. No ano seguinte, Morley teve destaque na quarta temporada de Sea Patrol no 5º episódio, intitulado Paradise Lost. Em 2011, estrelou o thriller australiano Road Train dirigido por Dean Francis. Em junho de 2011, foi anunciado que Morley se juntaria ao elenco de Neighbours como Aidan Foster, um interesse amoroso para Chris Pappas (James Mason). Os personagens de Morley e Mason formaram o primeiro casal gay do show. Morley fez uma pausa de dez semanas da novela para atuar em Blinder, um longa-metragem sobre o futebol australiano. Ele retornou para Neighbours no início de Junho de 2012.
Em 21 de Fevereiro de 2013, Philiana Ng e Lesley Goldberg do “The Hollywood Reporter” reportaram que Morley havia sido escalado para interpretar Bellamy Blake na série The 100 do canal The CW, seu personagem é um dos protagonistas na série. Em 2014, Morley interpretou Avi no filme Lost in the White City.

## Vida pessoal
Morley namorou a atriz e dubladora Arryn Zech entre 2015 e 2019.
Em 7 de junho de 2019, Morley anunciou através do Twitter que havia se casado com sua amiga de longa data e colega de elenco em The 100, Eliza Taylor. O casamento aconteceu em 5 de maio de 2019, em uma cerimônia íntima no Havaí.
Em 7 de fevereiro de 2022, o casal anunciou estar esperando o primeiro filho. Em março do mesmo ano, Taylor anunciou o nascimento da criança, um menino, que recebeu o nome Henry.

## Filmografia

### Filmes
| Ano  | Titulo                 | Papel |
| ---- | ---------------------- | ----- |
| 2010 | Road Train             | Craig |
| 2013 | Blinder                | Nick  |
| 2014 | Lost in the White City | Avi   |

### Televisão
| Ano           | Titulo           | Papel         | Notas                       |
| ------------- | ---------------- | ------------- | --------------------------- |
| 2006–2008     | Home and Away    | Drew Curtis   | 148 episódios               |
| 2007          | It Takes Two     | Himself       | 7 episódios                 |
| 2008          | The Strip        | Tony Moretti  | 13 episódios                |
| 2010          | Sea Patrol       | Sean          | Episódio: "Paradise Lost"   |
| 2011–2013     | Neighbours       | Aidan Foster  | 50 episódios                |
| 2014–presente | The 100          | Bellamy Blake | 82 episódios                |
| 2016          | Winners & Losers | Ethan Quinn   | Episódio: "Cold Hard Bitch" |

## Prêmios e indicações
| Ano  | Prêmio             | Categoria                                        | Trabalho indicado | Resultado | Ref.   |
| ---- | ------------------ | ------------------------------------------------ | ----------------- | --------- | ------ |
| 2007 | Logie Awards       | Novo Talento Masculino Mais Popular              | Home and Away     | Indicado  | [ 5 ]  |
| 2015 | Teen Choice Awards | Ator de TV escolhido: Fantasia/Ficção Científica | The 100           | Indicado  | [ 14 ] |
| 2016 | Teen Choice Awards | Escolhido da TV: Química (com Eliza Taylor)      | The 100           | Indicado  | [ 15 ] |
| 2017 | Teen Choice Awards | Ator de TV escolhido: Fantasia/Ficção Científica | The 100           | Indicado  | [ 16 ] |
| 2018 | Teen Choice Awards | Ator de TV escolhido: Fantasia/Ficção Científica | The 100           | Indicado  | [ 17 ] |
| 2019 | Teen Choice Awards | Ator de TV escolhido: Fantasia/Ficção Científica | The 100           | Indicado  | [ 18 ] |